# Jimmy Armfield
James Christopher Armfield, CBE (Denton, 1935. szeptember 21. – Blackpool, 2018. január 22.) világbajnok angol labdarúgó.
Az angol válogatott tagjaként részt vett az 1962-es és az 1966-os világbajnokságon.

## Sikerei, díjai

### Játékosként
Anglia
- Világbajnok (1): 1966

### Edzőként
Leeds United
- BEK-döntős (1): 1974–75